# Савченков, Михаил Федосович
Михаил Федосович Савченков (родился 21 февраля 1936 года в селе Катарбей Нижнеудинского района Иркутской области) — советский и российский токсиколог и гигиенист, академик РАМН, доктор медицинских наук, профессор, заведующий кафедрой общей гигиены Иркутского государственного медицинского университета.

## Биография
После окончания школы в 1954 году поступил в Иркутский государственный медицинский институт на санитарно-гигиенический факультет, который окончил в 1960 году, и был направлен в город Ангарск, в токсикологическую лабораторию только что организованного Института гигиены труда и профзаболеваний МЗ РСФСР. В 1964 году переведен в филиал № 5 Ордена Ленина Института биофизики МЗ СССР, где работал в течение 18 лет заведующим лабораторией, заведующим отделом токсикологии и заместителем директора по научной работе. Защитил кандидатскую, а затем докторскую диссертацию, посвященную разработке экспериментальных основ возрастной токсикологии. В 1982 году избран по конкурсу на должность заведующего кафедрой общей гигиены ИГМИ, на которой работает до настоящего времени. С 1985 года работал одновременно проректором по научной работе.
В 1987 году, в связи с организацией в г. Иркутске Восточно-Сибирского филиала (центра) СО АМН СССР, Савченков М.Ф. был переведен в штат академии на должность заместителя председателя по научной работе, где и работает до настоящего времени. В эти годы он начал формирование научной школы токсикологов и гигиенистов. Им был организован диссертационный совет по специальности 14.00.07 - гигиена, значительно активизировалась научная работа, в том числе анализ и обобщение накопленного материала.
Михаилом Федосовичем было опубликовано 15 монографий, в числе которых – «Медицинская экология», «Профилактическая токсикология», «Экологическая токсикология», «Гигиена применения пестицидов в Сибири», «Цеолиты России», «Радон и здоровье населения», «Йод и здоровье населения Сибири». Список научных работ М.Ф.Савченкова  включает более 300 наименований.
М.Ф.Савченковым проводилась интенсивная работа по подготовке научно-педагогических кадров. Всего для Сибири, Бурятии, Якутии и Монголии М.Ф. Савченковым было подготовлено 19 докторов и 48 кандидатов наук. М.Ф. Савченков внес существенный вклад в укрепление кадрового потенциала ИГМУ, особенно медико-профилактического факультета, где процент кадров высшей квалификации поднялся с 38% в 1982 году до 83% в настоящее время. На многих кафедрах университета и практически на каждой кафедре медико-профилактического факультета работают его ученики.
В 1993 году, учитывая вклад ученого в развитие гигиенической науки, М.Ф.Савченков был избран членом-корреспондентом РАМН, ему было присвоено почетное звание «Заслуженный деятель науки Российской Федерации». В 2004 году был избран действительным членом РАМН. С 2006 года член совета по инновационной деятельности при Губернаторе Иркутской области, председатель комиссии по инновационной деятельности Иркутского государственного медицинского университета.
М.Ф. Савченков является членом редакционных советов и редакционных коллегий многих научных журналов, в частности "Сибирский медицинский журнал", "Здоровье детей Сибири", "Журнал инфекционной патологии", "Сибирь-Восток", "Бюллетень Восточно-Сибирского научного центра СО РАМН" и др.

## Редактированные сборники работ
1. Инновационные технологии в образовательной, научной и клинической работе Иркутского государственного медицинского университета (информационный бюллетень) / Под ред. М.Ф. Савченкова, А.Д. Ботвинкина, Ю.Н. Быкова и др. - Иркутск, 2007. - 90 с.

## Биография
1. Иркутский государственный медицинский университет (1919—1999)./ Сост. А. Г. Шантуров, Г. М. Гайдаров. Под ред. А. Г. Шантурова. — Иркутск, 1999. — 375 с.
2. Иркутский государственный медицинский университет. / Сост. А. Г. Шантуров, Г. М. Гайдаров. Под ред. И. В. Малов. — Иркутск, 2009. — 548 с.
3. Иркутский медицинский институт (1930—1980). / Сост. Н. П. Евсеева, Т. А. Ларионова. — Иркутск, 1980. — 184 с.
4. Некипелов М. И. Савченков Михаил Федосович (к 70-летию со дня рождения). // Сибирский медицинский журнал. — 2006. — № 2. — С. 111—112.
5. Шантуров А. Г. Биографический словарь заведующих кафедрами, профессоров, докторов наук ИГМУ (1920—1995). — Иркутск: ИГМУ, 1995. — 278 с.